# 小泉修
小泉 修（こいずみ おさむ、1948年 - ）は、日本の生物学者。専門は神経生物学。福岡女子大学名誉教授。元日本比較生理生化学会会長。

## 人物・経歴

### 経歴
- 1970年 - 九州大学理学部生物学科卒業。
- 1975年 - 九州大学大学院理学研究科博士課程修了、福岡女子大学講師。
- 1976年 - 福岡女子大学助教授。
- 1989年 - 福岡女子大学教授。
- 1991年 - 国立遺伝学研究所客員教授[1]。
- 2008年 - 日本比較生理生化学会会長[2]。退職後、福岡女子大学名誉教授・学術研究員[3]。

## 著書
- 『神経系の多様性：その起源と進化』（共編）培風館 2007年
- 『さまざまな神経系をもつ動物たち : 神経系の比較生物学』共立出版 2009年
- 『教養としての生命科学 いのち・ヒト・社会を考える』丸善出版 2017年